# Secondo Casadei
Pour les articles homonymes, voir Casadei.
Secondo Casadei, nom de scène de  Aurelio Casadei, né à Sant'Angelo di Gatteo le 1er avril 1906 et mort à Forlimpopoli le 19 novembre 1971, est un musicien, violoniste, arrangeur, compositeur et chef d'orchestre italien.
Il est considéré comme le plus important représentant du ballo liscio (it), un style de danse et de musique folklorique italienne né en Émilie-Romagne.

## Biographie
Secondo Casadei est né à Sant'Angelo di Gatteo en 1906, dans une famille de tailleurs. Après quelques années d'études, il quitte ses cours de violon et se consacre à la musique de danse. Il fait ses débuts à l'âge de seize ans, et en 1928 il crée son propre ensemble, un « sextuor ».
Au début des années 1930, il débute dans la chanson dialectale romagnole. 
L'arrivée de son neveu Raoul à la fin des années 1950 apporte un nouveau dynamisme, donnant naissance à l'orchestre Orchestra Casadei (it), qui se produit à toute occasion.
En 1966, il reçoit la distinction de Cavaliere della Repubblica Italiana.
Il a enregistré 1 078 morceaux, dont la populaire chanson Romagna mia.

## Distinction
- Chevalier de l'Ordre du mérite de la République italienne